# Stezzano
Stezzano es una comuna italiana situada en la provincia de Bérgamo, en Lombardía. Tiene una población de 13,180 habitantes.

## Evolución demográfica
| Gráfica de evolución demográfica de Stezzano entre 1861 y 2001 |
|                                                                |
| Fuente ISTAT - elaboración gráfica de Wikipedia                |